# 沃夫尔河 (安德尔河支流)
沃夫尔河（法語：Vauvre，法語發音：[vovʁ]）是法国克勒兹省与安德尔省的河流，是安德尔河的左支流，长38.8千米。